# Brachirus orientalis
Brachirus orientalis är en fiskart som först beskrevs av Bloch och Schneider, 1801.  Brachirus orientalis ingår i släktet Brachirus och familjen tungefiskar. Inga underarter finns listade.